# Quilten

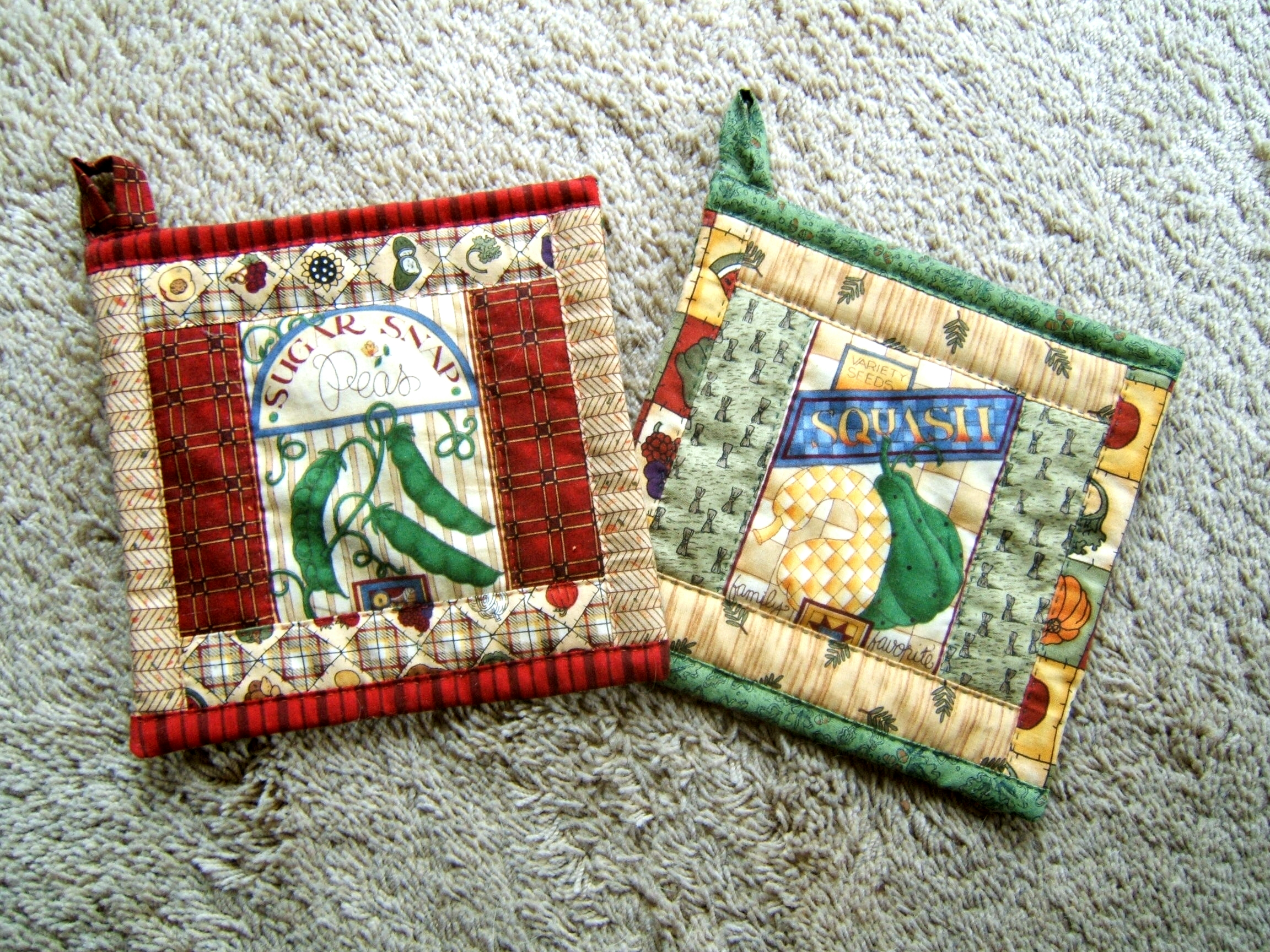
gequilte pannenlappen

Quilten of doorpitten is een handwerktechniek waarbij drie lagen textiel met een doorstiksteek op elkaar genaaid worden. Het resultaat van het werk is een quilt.
De drie lagen zijn:
- de top. Dit kan een hele lap stof (whole cloth) zijn of patchwork.
- de tussenvulling. Deze laag heeft een isolerende functie en wordt meestal van wol, katoen of een synthetisch materiaal gemaakt.
- de achterkant. Dit is een lap textiel of patchwork.

Deze drie lagen op elkaar worden sandwich genoemd. Het quilten van deze drie lagen op elkaar kan met verschillende steken gebeuren. De eenvoudigste is een rijgsteek, maar allerlei borduursteken kunnen als quiltsteek gebruikt worden.

## Geschiedenis
De geschiedenis van het quilten gaat al heel ver terug. De oudste quilt die is gevonden, dateert uit de Romeinse tijd.

## Werkwijzen
Er zijn diverse technieken om te quilten. Het kan met de hand of machinaal.
Als de top van patchwork is, kunnen de quiltsteekjes ter accentuering rond de blokpatronen (outline quilten of echo quilten) worden gemaakt of in de naad van de blokranden (quilten in the ditch) zodat de quiltsteek juist niet opvalt.
Bij applicatie-quilts worden één of meerdere lapjes stof op een effen top genaaid. Hieromheen worden motieven gequilt.
Als de top niet van patchwork is, kan het door middel van het quilten extra worden versierd. Een voorbeeld hiervan is de white work-quilt. Een witte top wordt met wit garen in fijne steekjes gequilt.
Trapunto, boutis en Zaans stikwerk zijn reliëftechnieken die ook gebruikt wordt bij het quilten. De motieven worden dan extra opgevuld met katoenen draden en/of vulmateriaal, waardoor het lijkt of ze boven op de stof liggen. De termen worden door elkaar gebruikt, maar zijn verschillende technieken. Waar voor trapunto met drie lagen stof wordt gewerkt, wordt bij boutis en Zaans stikwerk met twee lagen gewerkt. Het verschil tussen boutis en Zaans stikwerk is te vinden in de gehanteerde steek. Bij boutis is dit een verfijnde vorm van een rijgsteek, bij Zaans stikwerk wordt een stiksteek toegepast. Omdat het bij boutis en Zaans stikwerk om 2 lagen gaat, mogen werkstukken gemaakt met behulp van deze technieken zuiver bekeken geen quilts genoemd worden.
Engels paperpiecing is een van de oudste patchworktechnieken die ook wel de hexagonmethode wordt genoemd. Stukjes stof worden om een papiertje gevouwen en vastgezet. Met een overhands steekje worden de delen aan elkaar gezet en de papiertjes worden later verwijderd.